# Исаковское водохранилище
Исаковское водохранилище находится в Луганской области (Украина), в 6-9 километрах от города Алчевск. Объём воды — 0,025 км³. Площадь поверхности — 3,7 км². Высота над уровнем моря — 110 м.

## История
Водохранилище создавалось в 1954 году в Ворошиловском районе на р. Белая для обеспечения нужд металлургического завода им. Ворошилова в технической воде.
Позже вокруг него (преимущественно на западном берегу, в районе Малоконстантиновки) с 1960-х годов начала формироваться рекреационная зона с улицами и летними базами отдыха предприятий города Коммунарска, садовыми постройками на участках дачных обществ, строениями спортивных клубов, лагерями для отдыха школьников.

## Описание
Территория вокруг водохранилища практически полностью застроена дачными обществами, основанными ещё во времена СССР. Бывшие санатории выкуплены бизнесменами. Также около водохранилища (на восточном берегу) находится село Троицкое. Купание в воде не рекомендовано санстанцией, которая каждый год дает предупреждение о превышении санитарных норм (что не мешает купаться местному населению). Это связано с большим выбросом загрязняющих веществ в воду, заиливанием подземных источников и невыполнением работ по очистке водоема.

## Отдых
Дачные участки около водохранилища — место досуга многих алчевцев. В водоёме обитают: окунь, щука, уклейка, карповые виды рыб. Глубины у берега составляют до 2-3 м местами до 9 м.